# Mitsuko Horie
Mitsuko Horie (堀江 美都子 Horie Mitsuko), también conocida como Micchi, es una cantante y seiyū japonesa nacida el 8 de marzo de 1957 en Yamato, Kanagawa. Como cantante, es reconocida por interpretar desde su debut a los 12 años en 1969 las sintonías de muchísimas series de anime, destacando sobre todo el opening  y el ending de Candy Candy. En Japón es conocida por los fanes y la prensa como una de los "Cuatro reyes celestiales del anison" (アニソン四天王 Anison shiten'nō?), junto a Isao Sasaki, Ichirō Mizuki y Kumiko Ōsugi. Como seiyū, se la reconoce por, entre otros roles, dar su voz a Sailor Galaxia en Sailor Moon, Upa en Dragon Ball e Hilda de Polaris en Saint Seiya.

## Biografía
Nació el 8 de marzo de 1957 en Yamato, Kanagawa. Comenzó su carrera como cantante de pop en la década del '60. Hoy en día lleva grabadas más de 900 canciones de anime.
Actualmente, es parte del jurado del Animax Anison Grand Prix junto con Ichirō Mizuki y Yumi Matsuzawa.
Su tipo de sangre es AB y mide 1,53m.

## Música
- Interpretó el opening Koi wa Totsuzen para el anime Ai Shite Knight.[6]
- Para el anime Candy Candy cantó el opening Watashi wa Candy y el ending Ashita ga Suki.[7]
- Cantó el opening Voltes V no Uta junto con Koorogi '73 y Columbia Yurikago-kai para el anime Voltus V.[8]
- Interpretó el opening del anime Papá Piernas Largas: Growing up. El ending de esta serie, Kimi no Kaze, los cantó junto con SHINES.[9]
- Para la serie Doraemon (1979) interpretó los endings Boku-tachi Chikyuu-jin y Aozora-tte Iina.[10]
- Para Dr. Slump (1981) interpretó el ending Anata ni Shinjitsuichiro. También interpretó el ending Anata ga Ite Watakushi ga Ite para la versión de este anime en 1997 en su rol como Obocchaman-kun.[11][12]
- Junto con Koorogi '73 cantó Ou no Naka no Ou y Hana no naka no hana, opening y ending, respectivamente, de la serie El Rey Arturo.[13]
- Interpretó el ending Colors of dream ~Niji no Michishirube~ para la película Galaxy Express 999~Niji no Michishirube~.[14]
- Interpretó el opening Hana no Ko LunLun y el tema Koi no Hana Urenai para el anime Hana no Ko Run Run.[15]
- Junto con The Champs interpretó Hello! Sandybell, el opening de la serie Hello! Sandybell. También interpretó el ending Shiroi Suisen junto con Koorogi '73.[16]
- Para la segunda emisión de Himitsu no Akko-chan (1988) cantó el opening Himitsu no Akko-chan y, junto con Time Five, el ending DON'T YOU.[17]
- Junto con Koorogi '73 interpretó el opening Hora Huckleberry Finn y el ending Kawa no Uta para el anime Las aventuras de Huckleberry Finn.[18]
- Cantó el ending Egao no Loop para el anime Jewelpet.[19]
- Interpretó el tema de cierre Kyou mo Tatakau Stronger para la serie de imagen real Kamen Rider Stronger en dos oportunidades: con Masato Shimon y con Ichirō Mizuki. Con este último, también interpretó el tema de cierre Stronger Action.[20]
- Para Little Lulu to Chicchai Nakama interpretó con Young Fresh el opening Little Lulu to Chicchai Nakama. También cantó el ending Watashi wa Lulu.[21]
- Junto con Ichirō Mizuki y Koorogi '73 cantó el opening Tatakae! Ga-Keen para la serie Supermagnetrón.[22]
- Interpretó el opening Mahō no Mako-chan y el ending BOKU wa MAKO ni tsuite yuku para el anime Mahō no Mako-chan.[23]
- Para la serie y posterior película de Lalabel, La Niña Mágica interpretó el opening Helo~Lalabell y el ending Mahou Shoujo Lalabell. Para la serie de anime cantó los temas My Beautiful Town (junto con Koorogi '73) y Watashi no Nikkichou (junto con The Chirps).[24]
- Interpretó el ending Betsuri para la serie Crucero Espacial Yamato III.[25]
- Para el especial de televisión Los chicos de Jo cantó el opening Haru no Kizashi y, a dúo con Kumiko Kaori, el ending Ai wa Itsu?.[26]
- Para el anime Saint Seiya interpretó el tema Shine On ~Eien no Yume~.
- Junto a Isao Sasaki y Columbia Yurikago-kai, interpretó la sintonía de la primera temporada de Super Sentai Series, Himitsu Sentai Goranger.
- Participó del sencillo Tsubasa wo Motsumono ~Not an angel Just a dreamer~.[27]

### Sailor Moon
- Interpretó el tema Golden Queen Galaxia para el primer anime de Sailor Moon.
- Con motivo de los 20 años de la serie, cantó el tema Sailor Star Song, el cual se encuentra en el CD Bishoujo Senshi Sailor Moon 20th Anniversary Memorial.[28]
- Para la tercera temporada de Sailor Moon Crystal grabó una de las versiones alternativas del opening New Moon ni Aishite.[29] Su sencillo, vendido junto con Otome no Susume interpretato por Misato Fukuen, ha llegado al puesto 67 del ranking de los más vendidos en Japón.[30]

## Roles interpretados

### Series de Anime
1980
- Lalabel, La Niña Mágica como Lalabel.

1981
- Dr. Slump como Obotchaman y Tsuntsunodanoteiyuugou Tsun.

1983
- Ai Shite Knight como Yaeko "Yakko" Mitamura.

1984
- Lupin III: Parte III como An.

1985
- La princesa Sara como Donald.

1986
- Dragon Ball como Upa y Obotchaman.

1987
- Esper Mami como Kaori y Sakurako.

1988
- City Hunter 2 como Shouko Takarada.
- El pequeño lord como Cokie.
- Himitsu no Akko-chan como Atsuko "Akko-chan" Kagami.
- Saint Seiya como Hilda de Polaris.
- Tatakae!! Ramenman como Uzura.

1990
- Papá Piernas Largas como Judy.

1996
- Ie Naki ko Remi como Remi.
- Sailor Moon Sailor Stars como Sailor Galaxia.

1997
- Cutie Honey Flash como Electric Panther.

1998
- Himitsu no Akko-chan como la Reina de la Tierra de los Espejos.

2003
- Submarine Super 99 como Miyuki Moriki.

2007
- Shigurui como Suzunosuke Kondou.

2008
- El largo viaje de Porphy como Mónica Manshini.

2017
- Little Witch Academia como la Profesora Woodward.

2018
- Ryūō no Oshigoto! como Akina Hinatsuru.

### OVAs
1986
- Shonan Bakusozoku como Emiko.

1989
- Locke the Superman: Lord Leon como Flora Lane.

1990
- Cyber City Oedo 808 como Kyoko Jounouchi.

### Películas
1980
- Lalabell, la niña mágica: El mar llama a las vacaciones de verano como Lalabel.

1984
- Dr. Slump 4: El misterio del Castillo Nanaba como Obotchaman.

1985
- Dr. Slump 5: Mecapolis la ciudad de ensueño como Obotchaman.

1988
- Dragon Ball 3: Makafushigi Daibōken como Upa.

1989
- Himitsu no Akko-chan Umi da! Obake da!! Natsu Matsuri como Atsuko "Akko-chan". Kagami

2001
- Galaxy Express 999~Niji no Michishirube~ como Mirai.

### Acción real
2012
- Hikounin Sentai Akibaranger como Yasuko Yokoyama.